# Gautier Hamel de Monchenault
Pour les articles homonymes, voir Hamel.
Gautier Hamel de Monchenault, né en 1964 à Paris, est un physicien français, spécialiste de physique des particules, chercheur au CEA.

## Biographie
Diplômé de l'ESPCI ParisTech (102e promotion), il effectue une thèse à l'Université Paris 6 et au CERN avant de partir étudier à Berkeley pendant deux ans. Chercheur au laboratoire de recherche sur les lois fondamentales de l’univers du Commissariat à l'énergie atomique, il est le responsable scientifique de l'expérience internationale BABAR à Stanford, qui étudie la violation de la symétrie CP à partir de la désintégration du quark bottom. Cette expérience est la validation expérimentale des prédictions théoriques des Prix Nobel de physique 2008 Makoto Kobayashi et Toshihide Maskawa. Il est membre de l'expérience CMS qui a prouvé l'existence du boson de Higgs grâce à l'accélérateur de particules du LHC. 

## Distinctions
Gautier Hamel de Monchenault est lauréat du prix Joliot-Curie de la Société française de physique en 2005.